# Gripopteryx reticulata
Gripopteryx reticulata is een steenvlieg uit de familie Gripopterygidae. De wetenschappelijke naam van de soort is voor het eerst geldig gepubliceerd in 1868 door Brauer.